# Chaouia (Schiff)
Die Chaouia war ein 1896 in Dienst gestelltes Passagierschiff, das zunächst einer niederländischen und ab 1911 der französischen Reederei Compagnie de Navigation Paquet mit Sitz in Marseille gehörte. Am 16. Januar 1919 lief die Chaouia in der Straße von Messina auf eine Seemine, die noch vor Kriegsende von einem deutschen U-Boot gelegt worden war. Der Dampfer sank in wenigen Minuten, wobei 476 der 660 Passagiere und Besatzungsmitglieder an Bord ums Leben kamen.

## Das Schiff
Das 4.334 BRT große Dampfschiff wurde auf der Werft Koninklijke Maatschappij de Schelde in Vlissingen für die niederländische Reederei Stoomvaart Maatschappij Nederland gebaut und lief am 11. April 1896 als Koningin Wilhelmina vom Stapel. Das 116,4 Meter lange und 13,8 Meter breite Schiff hatte zwei Masten, zwei Schornsteine und einen Einzelpropeller. Die Koningin Wilhelmina wurde von einer vierzylindrigen Vierfachexpansions-Dampfmaschine angetrieben, die 3600 PS leistete und eine Geschwindigkeit von 13,5 Knoten ermöglichte.
Das Schiff konnte 790 Passagiere in drei Klassen aufnehmen und wurde für den Passagier- und Frachtverkehr von den Niederlanden nach Niederländisch-Indien gebaut. Im Juli 1896 wurde das Schiff fertiggestellt und seinen Eignern übergeben.
1911 wurde die Koningin Wilhelmina von der Compagnie de Navigation Paquet gekauft, die seit 1863 existierte und Routen nach Marokko, zu den Kanarischen Inseln und seit 1908 auch nach Französisch-Westafrika unterhielt. Im Januar 1912 wurde sie unter dem Namen Chaouia für die neuen Eigner in Dienst gestellt und bediente fortan die Expressroute Marseille–Tanger–Casablanca. Ab dem 24. Februar 1915 diente sie im Ersten Weltkrieg als Hilfskreuzer. Am 30. Januar 1916 wurde sie wieder aus dem Militärdienst entlassen und wurde fortan wieder als Passagierschiff verwendet.

## Untergang
Am 13. Januar 1919 lief die Chaouia unter dem Kommando von Kapitän Jean-Baptiste Calviès in Marseille zu einer Überfahrt nach Piräus und Konstantinopel aus. An Bord befanden sich 660 Passagiere und Besatzungsmitglieder. Unter den Reisenden waren viele griechische Soldaten, aber auch Zivilisten, darunter Frauen und Kinder sowie Diplomaten, Missionare und Journalisten des Daily Telegraph und des Daily Chronicle. Die meisten zivilen Passagiere waren Franzosen, es waren aber auch vereinzelte Russen, Briten und US-Amerikaner darunter. Am späten Abend des 15. Januar passierte das Schiff den Stromboli.
Um Mitternacht zum 16. Januar wurde die Chaouia durch eine heftige Explosion an der Backbordseite erschüttert. Sie war in der Straße von Messina auf eine Mine gelaufen, die am 3. Oktober 1918 von dem deutschen U-Boot UC 53 (Kapitänleutnant Erich Gerth) gelegt worden war. Das Schiff bekam augenblicklich eine Schlagseite von 30 Grad nach Backbord und sank in drei bis vier Minuten (Position 38° 18′ N, 15° 41′ O). Es gab nur 184 Überlebende (53 Besatzungsmitglieder und 131 Passagiere). Die meisten Überlebenden wurden von dem britischen Dampfer Daghestan (Kapitän John McFarlane) der Rome Steam Shipping Company aufgenommen. 476 Menschen kamen ums Leben. Die Daghestan traf gegen 8 Uhr morgens am 16. Januar mit den Überlebenden in Messina ein, wo viele von ihnen wegen schwerer Verletzungen in Krankenhäusern untergebracht wurden.